# Theorie X en theorie Y
Theorie X en theorie Y zijn twee mensbeelden over het functioneren van mensen in een organisatie in een theorie die door Douglas McGregor in 1960 werden beschreven in zijn boek The Human Side of Enterprise. In deze theorie koppelt hij typische opvattingen over veronderstelde kenmerken van medewerkers aan de wijze waarop ze gemotiveerd moeten worden. In theorie X stuurt een manager zijn medewerkers aan door middel van opdrachten en controle daarop, terwijl de manager in theorie Y zich richt op consensus en participatie. Dit zou volgens McGregor zowel voor bedrijf als voor medewerker voordelig zijn. Voor de medewerker omdat het werk meer plezier en bevrediging oplevert en voor het bedrijf omdat het meer uit de werknemer kan halen door de uitoefening van verbeelding, vindingrijkheid en creativiteit bij het oplossen van organisatorische problemen.
De theorie is een belangrijk werk binnen het managementperspectief van de Human relations en wordt gebruikt in de volgende takken van het management: Humanresourcemanagement, organizational behaviour en organizational development.

## Theorie X
Theorie X schetst de situatie dat het management van een organisatie als uitgangspunt hanteert, dat werknemers lui zijn en werk zo veel mogelijk willen vermijden. Ze moeten dus gedwongen worden om te werken. De werknemers moeten aldus nauw gecontroleerd worden en er is een hiërarchische structuur nodig met een kleine span of control op elk niveau. Volgens deze theorie hebben werknemers binnen een organisatie weinig ambitie, vermijden ze verantwoordelijkheid, zijn ze weinig dynamisch en verstandig en willen ze geen veranderingen.
De manager binnen een onderneming die deze theorie aanhoudt, gaat ervan uit dat alle werknemers uit zijn op hun eigen belang. Ze hebben een pessimistische kijk ten opzichte van de werknemers. Ze vermoeden dat de enige reden waarom een werknemer werkt, het verdienen van geld is. Ze zullen werknemers ook eerst terechtwijzen zonder zich af te vragen of de fout misschien in het systeem of het beleid van de organisatie ligt.
Het resultaat van deze theorie is dat managers een autoritaire stijl aannemen en dat motivatie van het personeel wordt verkregen via bestraffing, beloning en strikte controle.

## Theorie Y
Het tegengestelde mensbeeld binnen een organisatie noemde McGregor theorie Y. Bij deze theorie gaat men ervan uit dat mensen van nature graag werken, zichzelf onder controle kunnen houden en creatief zijn. De Y theorie was een visie van McGregor hoe mensen met elkaar zouden moeten samenwerken in een organisatie. 
Motivatie wordt in deze situatie verkregen via betrokkenheid en inspraak.

## Maslow
Het werk van Abraham Maslow was van groot belang geweest voor McGregor om tot zijn theorie te komen. Andersom had het werk van McGregor echter ook invloed op dat van Maslow. Maslow was een groot voorstander van de methode volgens theorie Y, door hem Eupsychian Management genoemd. Hij paste dit een jaar lang toe bij een klein bedrijf in Zuid-Californië, maar dit mislukte volledig. Hij stelde dat theorie Y te veel verantwoordelijkheid en zelfdiscipline vroeg van mensen en dat er ook hier structuur en richting nodig was om mensen tegen zichzelf te beschermen. Zoals anderen kwam hij met een theorie Z; anderen waren Reddin en Ouchi. Deze utopische benadering moest maken dat men zichzelf volledig kon ontplooien.
Warren Bennis, een goede vriend van McGregor, kwam tot dezelfde conclusie bij zijn poging om de universiteit van Buffalo te hervormen. Ondanks het grote enthousiasme waarmee men begon, wist men ook hier geen resultaat te boeken door gebrek aan structuur en doelstellingen.

## Zie ook

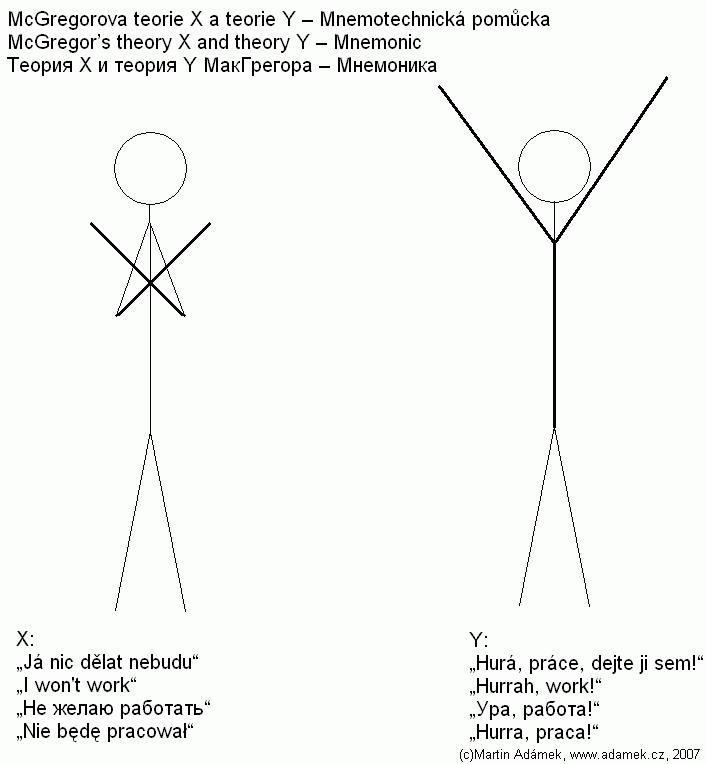
Memotechniek voor de X- en Y-theorie